# Штолле, Фердинанд
Фердинанд Штолле (настоящие имя и фамилия — Фердинанд Людвиг Андерс) (нем. Ferdinand Stolle; 28 сентября 1806, Дрезден — 29 сентября 1872, там же) — немецкий писатель

, журналист, редактор, издатель.

## Биография
С детстве рос сиротой. Воспитывался в семье родного дяди и взял его фамилию. В 1827—1832 годах изучал право в Лейпцигском университете, однако из-за финансовых проблем учёбу не закончил.
Зарабатывал на жизнь литературной и журналистской работой. В 1832 году стал редактором лейпцигской газеты Sachsenzeitung, запрещённой в 1834 году. Под угрозой высылки из Лейпцига по политическим причинам, Ф. Штолле переехал в г. Гримма, где жил до своего возвращения в Дрезден в 1855 году. В Гримме работал редактором, занимался литературным творчеством.
Создатель популярного юмористического журнала «Dorfbarbier» (1842), приложением к которому была сначала известная «Gartenlaube». В обширное собрание его «Ausgewählte Schriften» (1859—64, 30 т., и «Neue Folge», 1865, еще 12 т.) вошли «Camelien» (1838); «Napoleon in Aegypten» (1844); «Deutsche Pickwickier» (1841); «Je länger, je lieber» (1857—59); «1813. Elba und Waterloo» (1838); «Moosrosen» (1853—64); «Die Erbschaft in Kabul» (1845); «Der neue Cäsar» (1841); «Lieder u. Gedichte nebst lebensgeschichtlichen Umrissen»; «Der Weltbürger» (1839); «Die deutschen Pickwickier auf Reisen» (1864); «Die weisse Rose» (1851); «Die Granitkolonn e von Marengo» (1855); «Frühlingsglocken» (1851); «Der König von Tauharawi» (1857); «Stella» (1832); «Kleinere Erzählungen» (1844); «Ein Weihnachtsbaum» (1847); «Nationalversammlung der deutschen Lyriker des XVIII u. XIX Jahrh.» (1838—39); «Boulogne u. Austerlitz» (1848); «Palmen des Friedens» (1855); «Die Familie des Generals von Pulverrauch» (1864); «Von Wien bis Villagos» (1866); «Ein Frühling auf dem Lande» (1867); «Album für Deutschlands Söhne» (1864); «Winter u. Frühling im Schmucke deutscher Poesie» (1863); «Dorfbarbiers neueste Erzählungen» (1862).
Автор ряда исторических романов, рассказов и стихов. Несколько его романов посвящены Наполеону Бонапарту, вызывавшим у него восхищение, и периоду, так называемых, освободительных войн в Германии. Романы Ф. Штолле пользовались большой популярностью у широкого круга читателей.